# I Khan di Tarkir

Il logo del set

I Khan di Tarkir è un'espansione del gioco di carte collezionabili Magic: l'Adunanza, edito da Wizards of the Coast. In vendita in tutto il mondo dal 26 settembre 2014, è il primo set di tre del Blocco di Tarkir, che comprende anche le espansioni Riforgiare il destino e Draghi di Tarkir.

## Ambientazione
Tarkir è un piano dimensionale che un tempo ospitava un'ampia popolazione di draghi, ma che in seguito vennero sterminati del tutto da cinque clan in costante guerra per la supremazia: i Mardu, abili cavalieri e dominatori delle pianure; i Jeskai, monaci guerrieri esperti conoscitori di arti mistiche; i Temur, spietati barbari signori delle montagne innevate; i Sultai, oscuri uomini-serpente dediti alle arti occulte; gli Abzan, implacabili guerrieri del deserto. Proprio in questo mondo sono giunti due viandanti dimensionali: Sarkhan Vol, originario di Tarkir e in passato membro dell'orda Mardu; e il vampiro Sorin Markov, alla disperata ricerca del drago planeswalker Ugin.
Per via della sua storyline I Khan di Tarkir è il primo set da Vespro a non contenere una carta creatura Drago.

## Caratteristiche
I Khan di Tarkir è composta da 269 carte, stampate a bordo nero, così ripartite:
- per colore: 31 bianche, 32 blu, 31 nere, 32 rosse, 32 verdi, 56 multicolore, 14 incolori, 41 terre.
- per rarità: 101 comuni, 80 non comuni, 53 rare, 15 rare mitiche e 20 terre base.

Il simbolo dell'espansione è composto da uno scudo e due spade incrociate, e si presenta nei consueti quattro colori a seconda della rarità: nero per le comuni, argento per le non comuni, oro per le rare, e bronzo per le rare mitiche.
I Khan di Tarkir è disponibile in bustine da 15 carte casuali e in 5 mazzi tematici precostituiti da 60 carte ciascuno:
- Assedio Abzan (bianco/nero/verde)
- Monaci Jeskai (blu/rosso/bianco)
- Cospiratori Sultai (nero/verde/blu)
- Razziatori Mardu (rosso/bianco/nero)
- Valanga Temur (verde/blu/rosso)

Per la prima volta in un'espansione di Magic, ciascun mazzo contiene una carta con un'illustrazione alternativa rispetto alle carte che si potevano trovare nelle bustine. Ecco di seguito l'elenco:
- Fortezza Zanna d'Avorio per il mazzo Abzan
- Saggia dell'Occhio Interiore per il mazzo Jeskai
- Visir dei Rakshasa per il mazzo Sultai
- Trinciastinchi per il mazzo Mardu
- Zannuto delle Valanghe per il mazzo Temur

### Prerelease
I Khan di Tarkir fu presentata in tutto il mondo durante i tornei di prerelease il 19 settembre 2014. Durante il prerelease ogni giocatore ha dovuto scegliere uno dei cinque clan guerrieri di Tarkir, ricevendo un cofanetto dei colori appropriati, che oltre a contenere cinque bustine da 15 carte casuali, forniva una "bustina selezionata", contenente in maggioranza carte dei colori corrispondenti al clan scelto. Queste confezioni contenevano anche una speciale carta olografica promozionale che, come successo per i prerelease delle espansioni degli ultimi due blocchi di Magic, poteva essere inclusa all'interno del proprio mazzo durante il torneo. Per la prima volta in un'espansione di Magic le carte promozionali del prerelease erano ben quaranta. Ogni cofanetto conteneva infatti una delle otto carte scelte per ciascun clan scelta a caso, quindi i giocatori non potevano sapere quale carta promozionale avrebbero trovato nel proprio cofanetto. Altra novità rispetto a una consuetudine che durava ormai da anni, nessuna delle carte del prerelease ha un'illustrazione alternativa, ma solo la data dell'evento stampata in basso a destra nell'immagine.
Durante il prerelease era possibile partecipare all'evento "Innalza lo stendardo". All'interno della scatola era presente infatti una scheda che elencava dieci diversi obiettivi (come ad esempio controllare due terre non base o lanciare una magia con tutti e tre i colori del clan). Ciascun giocatore che riusciva a completare sette diversi obiettivi poteva scrivere il suo nome su uno speciale adesivo contenuto nella scatola ed attaccarlo allo stendardo del suo clan presente sul luogo dell'evento.

### Ristampe
Nel set sono state ristampate le seguenti carte da espansioni precedenti:
- Atto di Tradimento (presente nei set base da Magic 2010 a Magic 2012 compresi oltre che in Magic 2014, nell'espansione Irruzione e nei set speciali Duels of the Planeswalkers e Speed vs. Cunning)
- Cancellare (dall'espansione Eredità di Urza, presente anche nel set base Magic 2014)
- Cercare l'Orizzonte (dalle espansioni Liberatori di Kamigawa e Ritorno a Ravnica)
- Colline Boscose (dall'espansione Assalto)
- Delta Inquinato (dall'espansione Assalto)
- Disdegnare (dall'espansione Nuova Phyrexia)
- Distruggi Artefatto (presente in tutti i set base fino alla Nona Edizione compresa e in Magic 2010, e nelle espansioni Era Glaciale, Tempesta e Mirrodin, oltre che nel set speciale Deckmasters)
- Eliminare (dall'espansione Spirale Temporale, presente nei set base dalla Decima Edizione a Magic 2012 compresi oltre che in Magic 2014 e Magic 2015, presente anche nelle espansioni Frammenti di Alara, Zendikar, Ritorno a Ravnica, nel set speciale Duels of the Planeswalkers e nella seconda versione di Planechase)
- Fulmine ad Arco (dall'espansione Saga di Urza, presente anche nei set speciali Battle Royale e Planechase)
- Gelo Invalidante (dall'espansione Ritorno di Avacyn)
- Incremento di Crescita (dall'espansione Lorwyn, presente anche nel set speciale Modern Masters)
- Landa Ventosa (dall'espansione Assalto)
- Pantano Insanguinato (dall'espansione Assalto)
- Punire i Mostruosi (dall'espansione Innistrad, presente anche nel set speciale Heroes vs. Monsters)
- Ritorno alla Natura (dalle espansioni Assalto, Frammenti di Alara, Ascesa degli Eldrazi, Innistrad e Irruzione, presente nei set base dall'Ottava Edizione a Magic 2015 e nel set speciale Duels of the Planeswalkers)
- Spiaggia Allagata (dall'espansione Assalto)
- Squillo di Trombe (dall'espansione Destino di Urza, presente anche nei set base Magic 2010 e Magic 2014 oltre che nel set speciale Conspiracy)
- Tempesta di Vento (dal set base Magic 2010, presente anche in Magic 2014 e nel set speciale Garruk vs. Liliana)

## Novità
I Khan di Tarkir introduce quattro nuove abilità nel gioco, oltre a riprendere Metamorfosi, comparsa per la prima volta nell'espansione Assalto, ed Esumare, comparsa per la prima volta nell'espansione Visione Futura. In più con l'uscita del set viene aggiunto un nuovo tipo di creatura, i Naga. Infine in questa espansione vengono presentate due nuove carte Planeswalker.

### Nuove abilità
- Perdurare

L'abilità Perdurare consente, al prezzo di un costo di mana indicato e del TAP della creatura con l'abilità, di mettere un segnalino +1/+1 su quest'ultima. Solitamente, le creature con Perdurare dispongono di abilità che fanno riferimento alle creature con segnalini +1/+1, o che si innescano quando loro stesse ricevono un segnalino.
- Prodezza

Una creatura con l'abilità Prodezza aumenta di 1 punto la propria forza e costituzione ogniqualvolta il suo controllore gioca una magia non creatura: giocando, ad esempio, un artefatto ed un istantaneo con il campo lo Studente Jeskai (una creatura con Prodezza dotata 1 punto di forza e 3 di costituzione), questi riceverà 2 punti alla forza e costituzione divenendo quindi una creatura 3/5. L'effetto permane fino alla fine del turno.
- Incursione

Le creature con l'abilità Incursione dispongono ognuna di un effetto differente, descritto dopo la parola chiave, che si attiva nel momento in cui vengono giocate e solo se il loro controllore, nello stesso turno, ha attaccato un avversario con almeno una creatura.
- Ferocia

Le creature con l'abilità Ferocia dispongono ognuna di un effetto differente, descritto dopo la parola chiave, che si attiva nel momento in cui vengono giocate e solo se il loro controllore ha già in campo una creatura con forza almeno pari a 4.

### Nuovi Planeswalker

#### Sarkhan, il Dracofono
Sarkhan Vol, è ritornato nella sua terra natale di Tarkir per uno scopo ignoto. Ciò che è certo è che la sua mente è combattuta tra il bene ed il male, tra due potenti draghi: Ugin, che nel piano di Zendikar collaborò con Nahiri e Sorin per sconfiggere gli Eldrazi, e Nicol Bolas, che fino a quel momento aveva assunto il controllo mentale del viandante Dracofono, facendone il proprio servitore.

#### Sorin, Visitatore Solenne
Sorin Markov, vampiro originario del piano di Innistrad, è giunto su Tarkir alla ricerca dell'antico amico Ugin, il leggendario drago che lo aiutò nella guerra contro gli Eldrazi. Questi ultimi sono infatti riusciti a fuggire dalla loro prigione su Zendikar e minacciano l'equilibrio del multiverso. Sfortunatamente, Ugin era stato ucciso dal Planeswalker drago Nicol Bolas centinaia di anni fa su Tarkir e lasciato morire tra i ghiacci. Con il Litomante scomparso ed Ugin morto, questa volta Sorin rischia di non riuscire a fermare la minaccia posta dagli Eldrazi.